# 吉田巧
吉田　巧（よしだ たくみ、1964年9月8日 - ）は、日本の写真家。茨城県石岡市で生まれる、東京都西東京市出身、東京都昭島市。日本野鳥の会会員。NPO法人フォトカルチャー倶楽部フォトインストラクター。
デジタル野鳥写真の先駆者。鳥景写真家として活動している他、カルチャー教室などで写真の指導にあたっている。

## 著書
- 辻桃子　監修、吉田巧　写真『俳句の鳥』創元社、2003年1月、ISBN 978-4422731186
- 辻桃子　監修、吉田巧　写真『俳句の天地』創元社、2004年6月、ISBN 978-4422731209
- 吉田巧　監修『鳴き声と羽根でわかる 野鳥図鑑』池田書店、2010年3月、ISBN 978-4262147499
- 吉田巧　監修iPhone用アプリ『鳴き声と羽でわかる野鳥図鑑』ナイスク、2012年2月